# Sejm
Il Sejm (AFI: [sɛjm] ), nell'ordinamento costituzionale polacco, è la camera bassa del Parlamento; è affiancato dal Senato, che costituisce invece la camera alta. Essa detiene, congiuntamente a quest’ultimo, il potere legislativo nel paese.
Prima del XX secolo, il termine "Sejm" si riferiva all'organo legislativo nel suo insieme, articolato in una camera bassa (Camera dei deputati, in polacco: Izba Poselska), una camera alta (il Senato) e il monarca. Dalla Seconda Repubblica di Polonia (1918-1939), tuttavia, termine Sejm si riferisce solamente alla camera bassa del Parlamento, mentre il termine per la camera alta è divenuto "Senat".

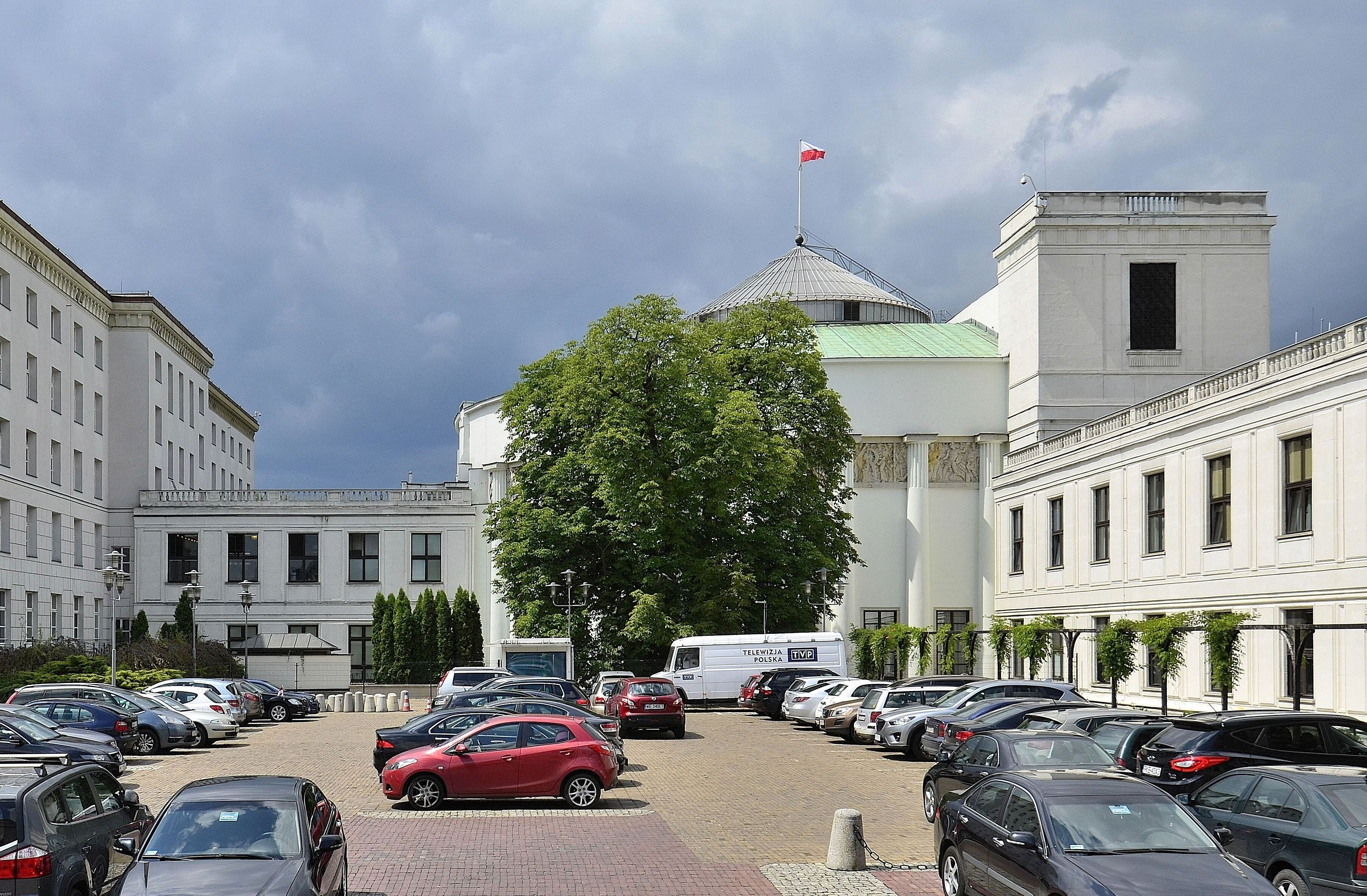
Edificio del Sejm a Varsavia

## Storia

### Sejm del Regno di Polonia e della Confederazione polacco-lituana

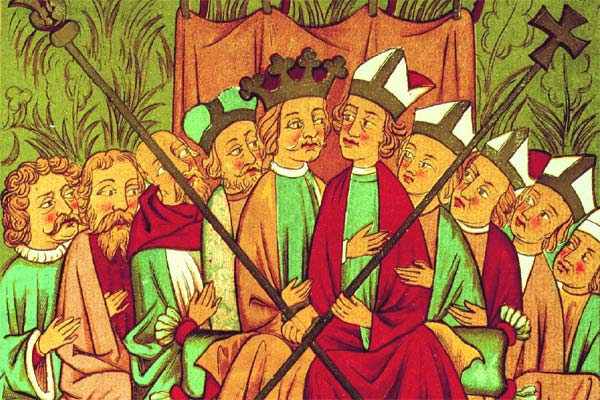
Un wiec al tempo del Re Casimiro il Grande (XIV secolo).

Il termine "Sejm" viene da un'espressione dell'antico polacco che denota l'incontro della popolazione.
Il potere dei primi Sejm crebbe durante il tempo della frammentazione della Polonia (1146-1295), quando diminuì il potere del governatore centrale e crebbero i poteri dei vari consigli locali. La storia documentata dei Sejm risale al 1182, la data della prima assemblea a Łęczyca. In ogni caso, le Cronicae et gesta ducum sive principum Polonorum di Gallus Anonymus menzionano l'elezione nel IX secolo del leggendario fondatore della dinastia Piast.
Dal 1374, all'epoca del Regno di Polonia, il re poté richiedere nuove tasse solo con il permesso del Sejm. Il primo Sejm Generale (in polacco Sejm Generalny o Sejm Walny), fu convocato per la prima volta dal re Giovanni I Olbracht nel 1493 presso Piotrków, ed era formato dai Sejm regionali e provinciali. Dal 1493 il Sejm Walny fu convocato in modo irregolare, in media una volta l'anno.
Dal 1493 in avanti le elezioni indirette di ripeterono ogni due anni. Con lo sviluppo della Libertà dorata della Polonia, i poteri del Sejm crebbero ancora di più. Dal XIV secolo furono convocati dal re dei Sejm irregolari (descritti in vari modi nella lingua latina: contentio generalis, conventio magna, conventio solemna, parlamentum, parlamentum generale, dieta o sejm walny polacco). 
Il primo Sejm era composto di due camere:
- un Senato di 81 vescovi e altri dignitari della Confederazione
- una camera bassa, il Sejm, composto da 54 deputati (poseł), che rappresentavano ed erano eletti dai sejmik locali.

Il numero dei deputati della camera bassa crebbe in numero e potere quando richiese al re maggiori privilegi. Dopo il 1569, con l'Unione di Lublino, il Regno di Polonia fu trasformato nella federazione della Confederazione polacco-lituana, e i deputati del Sejm aumentarono con l'aggiunta di quelli della Lituania.
I Sejm limitarono seriamente i poteri del re: essi dovevano dare il giudizio finale sulle leggi, sulle tasse, sul bilancio dello stato e in materia di economia e affari esteri. Nel 1573 il Sejm garantì la tolleranza religiosa all'interno della Confederazione, facendola di fatto divenire un rifugio per tutti coloro che scappavano dalle guerre della riforma e della controriforma.
Fino all'Unione di Lublino, i Sejm si tennero presso Piotrkow, nel Castello Reale di Varsavia, mentre dal 1673 ogni Sejm dovette tenersi a Hrodna. La riunione iniziava con una messa cerimoniale, poi il Cancelliere dichiarava le intenzioni del re e poi i senatori prendevano la parola. In seguito, il re e il Senato dibattevano sui principali problemi (di solito sulla politica estera), mentre i deputati discutevano separatamente sotto il controllo del Maresciallo del Sejm. I deputati e i senatori potevano discutere insieme solo su problemi ritenuti di grande importanza. Le leggi venivano approvate nella camera bassa, il Sejm: i suoi membri presentavano le proposte di legge e iniziava così la discussione. I negoziati venivano portati avanti da alcuni deputati del Sejm e da alcuni della camera alta, il Senato e dal monarca stesso (considerato come una terza camera separata dalle altre due).
Fino alla fine del XVI secolo, era comune il voto di maggioranza e nessuna persona o gruppo di persone osò mai impugnare le decisioni della Camera. In seguito, con la crescita del potere del magnati, fu rinforzato il principio dell'unanimità, con il diritto della nobiltà al liberum veto (dalla lingua latina: Liberamente mi oppongo). La votazione a maggioranza scomparve nel XVIII secolo, ma fu mantenuto solo nei Sejm confederati. Per accrescere la possibilità di accordo unanime tra le parti, il voto si protraeva finché non fosse raggiunto un accordo condiviso. Se non si raggiungeva un accordo o le consultazioni con il re risultavano inutili entro le sei settimane di apertura del Sejm, tutte le decisioni venivano dichiarate nulle. Dal XVIII secolo in avanti, una qualunque obiezione avanzata da un deputato o da un senatore, annullava automaticamente il lavoro di entrambe le camere.
Pertanto, dalla seconda metà del XVII secolo fu applicato il liberum veto per bloccare il Sejm e per portare la Confederazione sull'orlo del collasso. Il liberum veto fu infine abolito con la Costituzione del 3 maggio 1791.
Non a caso, l'espressione 'Parlamento polacco' (in svedese: Polsk riksdag) si utilizza nella lingua svedese moderna per denotare l'anarchia e il disordine. Ciò è nato proprio a causa dell'esistenza del potere di veto del Sejm polacco durante l'epoca della Confederazione Polacco-Lituana, cosa che era ritenuta una libertà impensabile per i sistemi autoritari degli stati confinanti, inclusa da monarchia assoluta illuminata svedese.
Il re non poteva approvare le leggi senza il consenso del Sejm, perché questo era vietato dai privilegi che il re aveva concesso alla szlachta, la nobiltà polacca dal 1505. Secondo la costituzione del "Nihil Novi", una legge approvata dal Sejm doveva essere anche approvata dalle tre camere (il re, il Senato e i deputati del Sejm). Gli Articoli del Re Enrico, firmati da ogni re dal 1573, richiedevano che il re convocasse un Sejm generale (della durata di sei settimane) ogni due anni, e nel documento venivano chiarite anche le occasioni in cui doveva essere convocato un Sejm straordinario (Sejm ekstraordynaryjny, nadzwyczajny). I Sejm straordinari potevano essere convocati in momenti di emergenza nazionale e duravano meno di quelli consueti.
Il Maresciallo o Presidente del Sejm concludeva i dibattiti, e doveva riassumere fedelmente la visione del problema data dai deputati. Se qualcuno dichiarava la sua opposizione, il dibattito si sarebbe riaperto e sarebbe continuato fintantoché gli oppositori avessero raggiunto un accordo con tutta l'assemblea.
Le prime leggi approvate dal Sejm erano chiamate "costituzioni" (in polacco: konstytucja o konstytucja sejmowa), anche se non devono essere confuse con il senso moderno del termine. Solo con la Costituzione del maggio 1791 il termine Costituzione assunse il significato attuale.

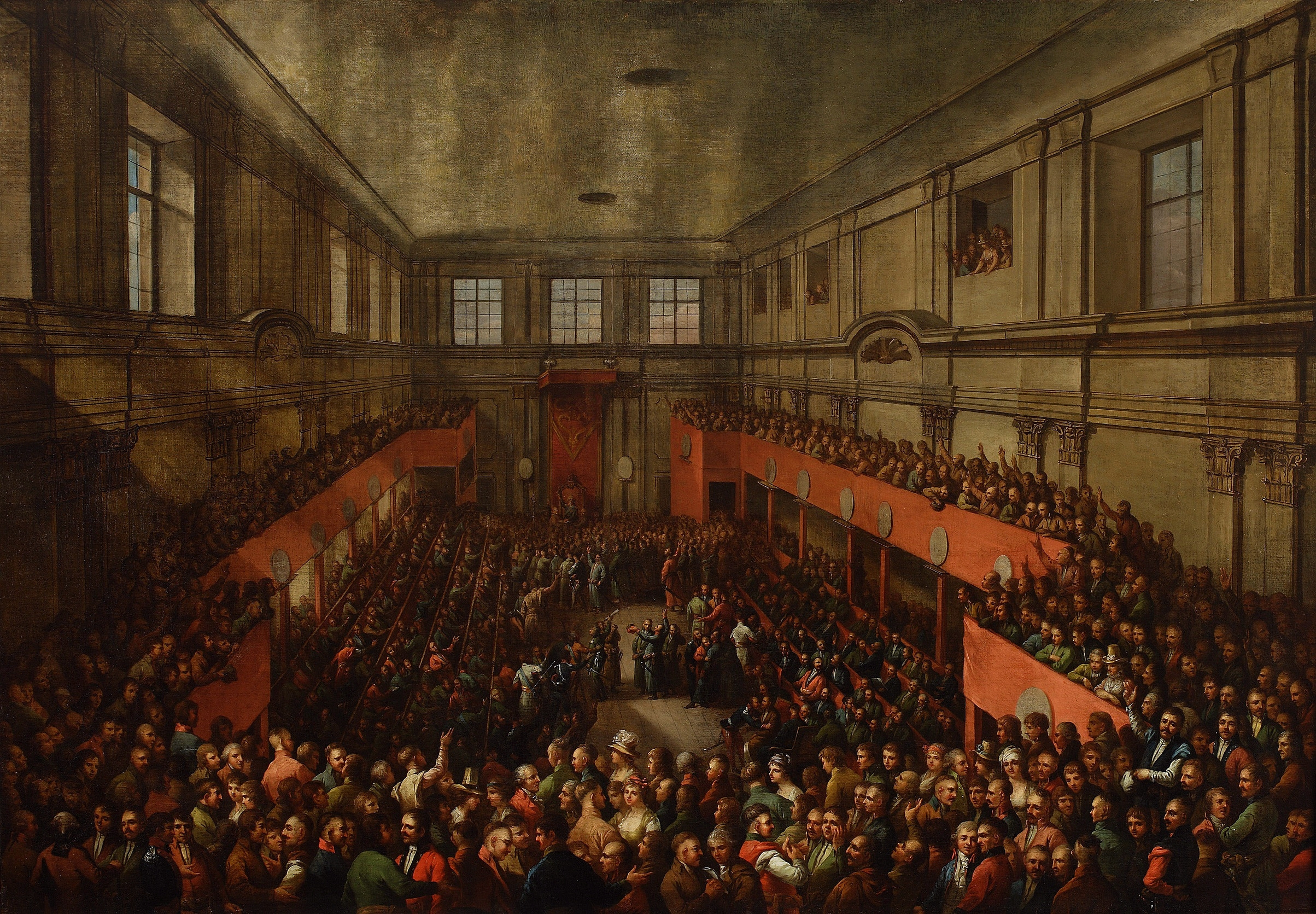
Nel 1791, il Grande Sejm del 1788-1792 approva la Costituzione polacca di maggio al Castello Reale di Varsavia

La versione finale delle leggi approvate che dal XV secolo fino al XVI secolo furono divise in disposizioni temporanee e perpetue) venivano portate davanti a delle commissioni composte dal cancelliere, dal Presidente del Sejm e da membri del Sejm e del senato. Dalla fine del XVI secolo, le costituzioni firmate venivano stampate, pubblicate con il sigillo reale e inviate alle cancellerie dei consigli municipali di tutti i voivodati della corona, come anche a tutte le municipalità del Granducato di Lituania. Dopo il 1543 le risoluzioni vennero scritte in lingua polacca anziché in quella latina. Ogni decisione era presentata ai consigli locali e venivano pubblicate nei registri ufficiali.
Si è stimato che dal 1493 al 1793 il Sejm si sia riunito 240 volte per un dibattito totale di 44 giorni.

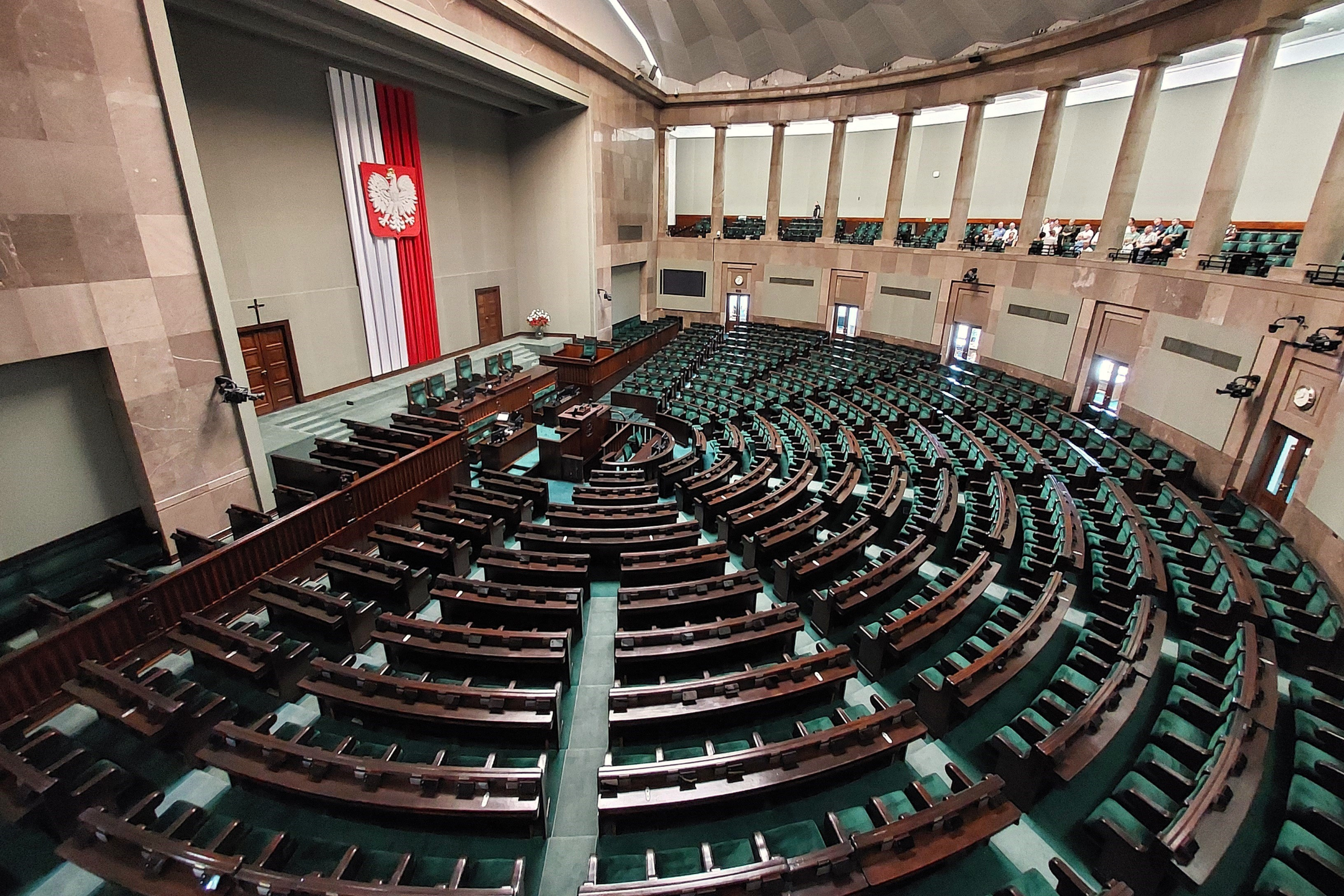
Sala del Sejm

### Sejm della Repubblica Popolare Polacca
Il Sejm della Repubblica Popolare Polacca (1952 - 1989) ebbe 460 deputati per gran parte della sua storia. Dapprima, si decise che la proporzione da adottare era di un deputato per ogni 60.000 cittadini (ne vennero eletti pertanto 452 nel 1952), ma in seguito, con la crescita della popolazione, non venne più rispettato tale limite. La costituzione stabilì che i deputati erano responsabili davanti al popolo e potevano essere licenziati dal popolo, anche se questo articolo non venne mai utilizzato. Le leggi erano approvate con il sistema maggioritario.
Il Sejm votava su temi di economia nazionale come anche su quelli dell'economia pianificata, tipici delle economie comuniste. Ogni assemblea del Parlamento veniva chiamata Consiglio di Stato polacco.
Il Sejm sceglieva anche un presidente (Prezydium) tra i suoi membri, che in realtà fu sempre un membro del Partito Operaio Unificato Polacco. Nella sua prima seduta, il Sejm nominava anche il Primo Ministro, insieme ad altri ministri e membri del Consiglio di Stato. Sceglieva anche molti ufficiali del governo, inclusa la Camera Suprema di Controllo (Najwyższa Izba Kontroli, NIK), i membri del Tribunale di Stato della Polonia (Trybunał Stanu) e il Tribunale Costituzionale Polacco (Trybunał Konstytucjny).
Il Senato della Polonia fu abolito con un referendum nel 1946; pertanto il Sejm rimase l'unico corpo legislativo della Polonia.

### Sejm della Repubblica di Polonia
Dopo la caduta del comunismo nel 1989, il Senato fu reistituito come camera alta di un'Assemblea Nazionale bicamerale, mentre il Sejm divenne la camera bassa. Oggi il Sejm comprende 460 deputati eletti con il sistema proporzionale ogni quattro anni.
Un numero che va da 7 a 19 deputati sono eletti da ogni elettorato utilizzando il metodo D'Hondt; il loro numero è proporzionale alla popolazione dell'elettorato. Inoltre possono divenire candidati solo quelli dei partiti che hanno guadagnato almeno il 5% (8% per le coalizioni registrate) dei voti, mentre i candidati che provengono da minoranze etniche sono esentati da tale regola. Le elezioni del 2001 si sono differenziate dalle precedenti e dalle seguenti per l'adozione del metodo Sainte-Laguë.

## Sessioni di rilievo
- Sejm elettorale del 1632, nel corso del quale venne eletto Ladislao IV Vasa al trono di Polonia
- Sejm Silenzioso (1717)
- Sejm di convocazione (1764), nel quale vennero definitivamente ratificate le convenzioni del trattato di pace perpetua stipulato nel 1686 tra il regno russo e la confederazione
- Sejm della spartizione (1773-1775), nel quale venne ratificata la prima spartizione della Polonia
- Sejm di Repnin (1767-1768)
- Grande Sejm o Sejm dei quattro anni (1788-1792)
- Sejm di Hrodna (1793), nel quale venne ratificata la seconda spartizione della Polonia